# Oceandiva Original
Die Oceandiva Original (auch Ocean Diva Original) ist ein Veranstaltungsschiff der Futura Registergoederen BV in Amsterdam, das in den 1990er Jahren auf der Elbewerft in Boizenburg als Rumpf vorgefertigt und vollständig 2003 in den Niederlanden gebaut wurde. Weitere Veranstaltungsschiffe der Futura Registergoederen BV aus dieser Reihe sind die Oceandiva Nova (2023), die Oceandiva Futura (1997) und die Oceandiva Classic (1957).

## Geschichte
Das wegen des Zerfalls des Ostblocks und der Sowjetunion nicht beendete Flusskreuzfahrtschiff Vladimir Vysotskiy der Dmitriy Furmanov-Klasse mit vier Passagierdecks wurde auf der deutschen Werft VEB Elbewerften Boizenburg/Roßlau für eine der sowjetischen Reedereien bestellt. Es gehörte zu einer 1983 bis 1992 hergestellten Baureihe von 27 + 1 (Vladimir Vysotskiy nicht beendet) Schiffen, einer Weiterentwicklung der Vladimir Ilyich-Klasse von derselben Werft. Vom letzten, 129,10 m langen Schiff, das als Vladimir Vysotskiy geplant war, wurde das Hecksegment abgeschnitten und als Basis für das neue Schiff verwendet. Die Innenausstattung des Rumpfes wurde 2003 in den Niederlanden gefertigt und montiert.
Die Oceandiva Original wird in niederländischen Städten eingesetzt. Zu besonderen Anlässen, wie z. B. Kölner Lichter, kommt sie nach Köln.

## Ausstattung
Das Schiff verfügt über drei Decks. Für Veranstaltungen stehen drei Säle sowie Außendecksbereiche zur Verfügung. Ein zentraler Saal ist mit einer Kuppel versehen, die geöffnet werden kann, so dass auch größere Objekte im Inneren des Schiffes ausgestellt werden können.

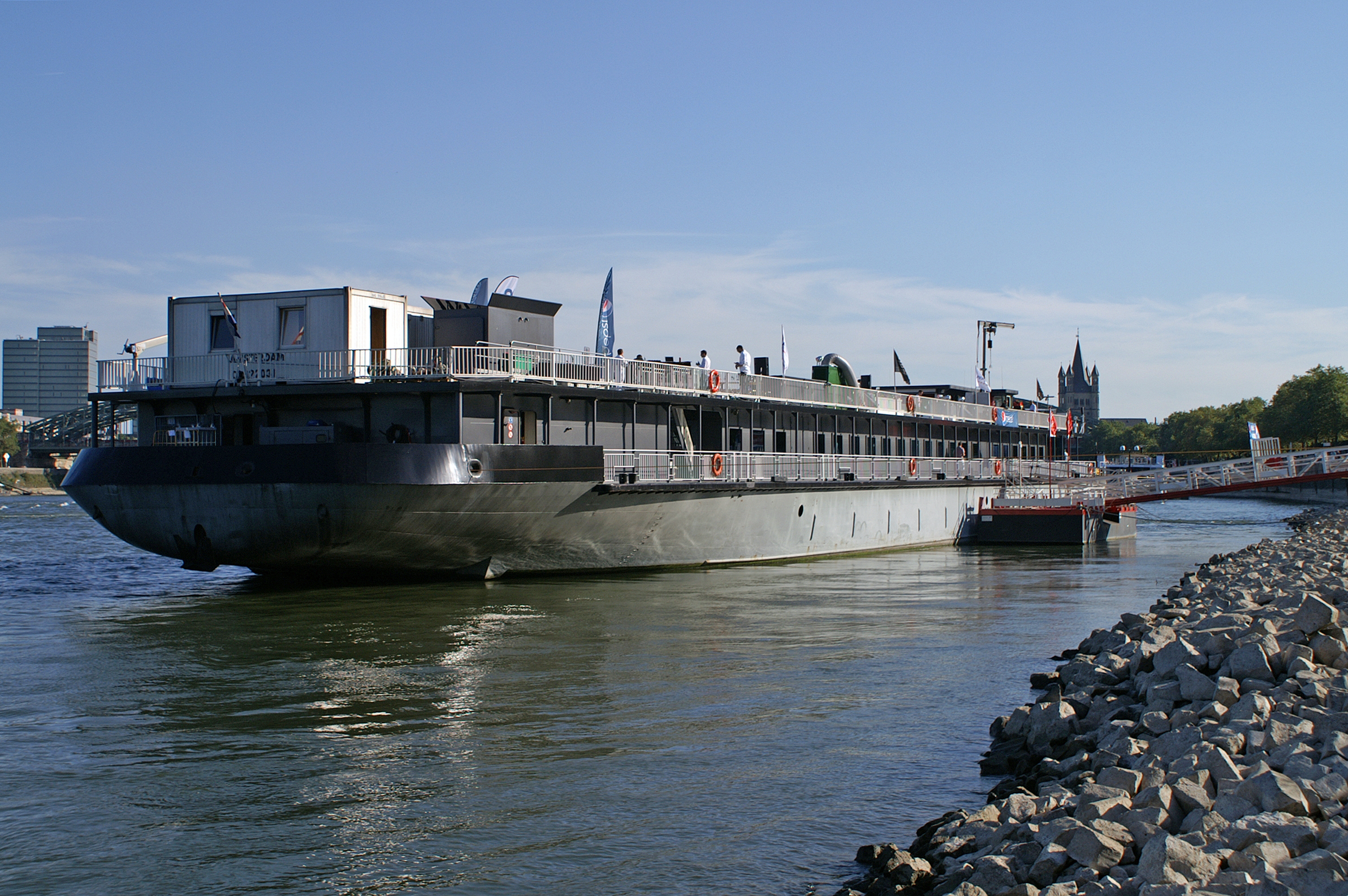
Heck der Ocean Diva

## Zwischenfälle
Während des Orkans Christian im Oktober 2013 riss sich die Oceandiva Original in der Werft der ehemaligen Nederlandsche Dok en Scheepsbouw Maatschappij im Hafen von Amsterdam los und trieb im Hafenbecken umher. Das Schiff beschädigte dabei mehrere Sportboote.